# Basilique de Saint-Denis
Basilique de Saint-Denis – stacja linii nr 13 metra w Paryżu. Stacja znajduje się w gminie Saint-Denis. Została otwarta 20 czerwca 1976 roku.